# هنریخ راواس
هنریخ راواس (اسلواکی: Henrich Ravas؛ زادهٔ ۱۶ اوت ۱۹۹۷) بازیکن فوتبال اهل اسلواکی است.
از باشگاه‌هایی که در آن بازی کرده است می‌توان به باشگاه فوتبال دربی کانتی، باشگاه فوتبال نیوانگلند رولوشن، باشگاه فوتبال گینزبورو ترینیتی، باشگاه فوتبال ویدزف ووچ، و باشگاه فوتبال هارتل پول یونایتد اشاره کرد.